# Catharsius haafi
Catharsius haafi là một loài bọ cánh cứng trong họ Bọ hung (Scarabaeidae).